# DWV Amsterdam
Pour les articles homonymes, voir DWV.
Maillots
Dernière mise à jour : 3 décembre 2012.
Le DWV Amsterdam est un club hollandais de football basé à Amsterdam-Noord, l'un des quinze arrondissements d'Amsterdam. Il est fondé le 12 mai 1912.
Aux Pays-Bas, le club est connu sous le nom d'ASV DWV.

## Histoire
Le club est fondé le 12 mai 1912.
Son moment le plus faste se compose d'une finale de Coupe des Pays-Bas en 1948 puis d'une participation à la Eerste Klasse en 1950-1951. Le football néerlandais est sous statut amateur de son apparition à la fin du XIXe siècle jusqu'en 1954 et la Eerste Klasse constitue le plus haut échelon hiérarchique durant cette période.
Depuis 1954, le club ne joue jamais dans l'une des 3 divisions professionnelles qu'a pu compter le pays.
Lors de la saison 2012-2013, le DWV possède une équipe pour le championnat du samedi et pour celui du dimanche. L'équipe du samedi évolue en zaterdag West I - 5e klass D, soit le "Championnat du samedi, district Ouest I - neuvième division, groupe D". L'équipe du dimanche évolue quatre échelons au-dessus en zondag West I - 1re klass A, soit le "Championnat du dimanche, district Ouest I - cinquième division, groupe A".

## Palmarès
| Compétition nationale                   |
| - Coupe des Pays-Bas - Finaliste : 1948 |

## Anciens joueurs
Le DWV Amsterdam possède un joueur qui est sélectionné en équipe des Pays-Bas durant son parcours dans le club. Il s'agit de l'attaquant Klaas Ooms qui est appelé pour disputer la Coupe du monde 1938.